# Chặng đua GP Ý
Chặng đua GP Ý (tên chính thức: Gran Premio D’italia) là một chặng đua của giải đua xe Công thức 1 vô địch thế giới diễn ra hàng năm. Các đội đua sẽ thi đấu ở trường đua Monza tại Monza, Ý.

## Lịch sử

Đường đua Quốc gia Monza

Grand Prix Ý được tổ chức lần đầu vào năm 1921, trước năm 1950 thì nó là một giải đua độc lập. Từ năm 1950 nó được sắp nhập và trở thành một chặng đua của giải vô địch thế giới Công thức 1. Người chiến thắng chặng đua F1 Italia (1950) đầu tiên là tay đua của nước chủ nhà Giuseppe Farina.
Từ năm 1950 đến nay chặng đua GP Ý luôn được tổ chức ở trường đua Monza, trừ năm 1980 do Monza phải sửa chữa nên trường đua Imola được tổ chức thay.
Trong thập niên 1960 và 1970, các chặng đua GP Italia xảy ra nhiều tai nạn thương tâm. Năm 1961 tay đua từng nhiều lần giành chiến thắng chặng đua F1 Wolfgang von Trips đã tử nạn cùng với 14 khán giả xấu số, năm 1970 Jochen Rindt tử nạn, ông là tay đua duy nhất giành được chức vô địch F1 sau khi đã qua đời. Năm 1978 tử thần gọi tên Ronnie Peterson tay đua cũng từng có 1 lần đoạt chức vô địch.
Năm 2000 một nhân viên trường đua tên Paolo Gislimberti thiệt mạng do bị một chiếc bánh xe văng trúng người.
Năm 2008, Sebastian Vettel giành được chiến thắng F1 đầu tiên trong sự nghiệp sau một cuộc đua dưới mưa. Đây cũng là chiến thắng F1 đầu tiên của đội đua Toro Rosso.
Năm 2014, tay đua dẫn đầu đoàn đua là Nico Rosberg có hai tình huống cua lỗi ở góc cua số 1 nên để mất chiến thắng vào tay đồng đội Lewis Hamilton. Kể từ đó cho đến năm 2018, đội đua Mercedes giành được 5 chiến thắng liên tiếp. Đây là đội đua sở hữu chuỗi chiến thắng liên tục lâu nhất ở chặng đua này. Trong 5 chiến thắng đó thì có 4 chiến thắng thuộc về Lewis Hamilton.
Năm 2019, Charles Leclerc trở thành tay đua đầu tiên của Ferrari giành chiến thắng ở Monza sau rất nhiều năm.
Năm 2020, Lewis Hamilton bị phạt do lỗi vào pit không đúng quy định. Pierre Gasly đã tận dụng tối đa cơ hội để giành chiến thắng F1 đầu tiên trong sự nghiệp. Năm 2021, Max Verstappen gây ra một tai nạn nghiêm trọng cho Lewis Hamilton khiến cho cả hai phải bỏ cuộc. Verstappen bị phạt 3 bậc xuất phát ở chặng đua tiếp theo. Người chiến thắng chặng là Daniel Ricciardo, đây là chiến thắng chặng đầu tiên của đội đua Mclaren sau 9 năm.

## Kết quả theo năm
| Năm         | Tay đua                         | Đội đua             | Trường đua         | Chi tiết           |
| ----------- | ------------------------------- | ------------------- | ------------------ | ------------------ |
| 1921        | Jules Goux                      | Ballot              | Montichiari        | Chi tiết           |
| 1922        | Pietro Bordino                  | Fiat                | Monza              | Chi tiết           |
| 1923        | Carlo Salamano                  | Fiat                | Monza              | Chi tiết           |
| 1924        | Antonio Ascari                  | Alfa Romeo          | Monza              | Chi tiết           |
| 1925        | Gastone Brilli-Peri             | Alfa Romeo          | Monza              | Chi tiết           |
| 1926        | Louis Charavel                  | Bugatti             | Monza              | Chi tiết           |
| 1927        | Robert Benoist                  | Delage              | Monza              | Chi tiết           |
| 1928        | Louis Chiron                    | Bugatti             | Monza              | Chi tiết           |
| 1929 – 1930 | Không được tổ chức              | Không được tổ chức  | Không được tổ chức | Không được tổ chức |
| 1931        | Giuseppe Campari Tazio Nuvolari | Alfa Romeo          | Monza              | Chi tiết           |
| 1932        | Tazio Nuvolari                  | Alfa Romeo          | Monza              | Chi tiết           |
| 1933        | Luigi Fagioli                   | Alfa Romeo          | Monza              | Chi tiết           |
| 1934        | Luigi Fagioli Rudolf Caracciola | Mercedes-Benz       | Monza              | Chi tiết           |
| 1935        | Hans Stuck                      | Auto Union          | Monza              | Chi tiết           |
| 1936        | Bernd Rosemeyer                 | Auto Union          | Monza              | Chi tiết           |
| 1937        | Rudolf Caracciola               | Mercedes-Benz       | Livorno            | Chi tiết           |
| 1938        | Tazio Nuvolari                  | Auto Union          | Monza              | Chi tiết           |
| 1939 – 1946 | Không được tổ chức              | Không được tổ chức  | Không được tổ chức | Không được tổ chức |
| 1947        | Carlo Felice Trossi             | Alfa Romeo          | Milan              | Chi tiết           |
| 1948        | Jean-Pierre Wimille             | Alfa Romeo          | Turin              | Chi tiết           |
| 1949        | Alberto Ascari                  | Ferrari             | Monza              | Chi tiết           |
| 1950        | Giuseppe Farina                 | Alfa Romeo          | Monza              | Chi tiết           |
| 1951        | Alberto Ascari                  | Ferrari             | Monza              | Chi tiết           |
| 1952        | Alberto Ascari                  | Ferrari             | Monza              | Chi tiết           |
| 1953        | Juan Manuel Fangio              | Maserati            | Monza              | Chi tiết           |
| 1954        | Juan Manuel Fangio              | Mercedes            | Monza              | Chi tiết           |
| 1955        | Juan Manuel Fangio              | Mercedes            | Monza              | Chi tiết           |
| 1956        | Stirling Moss                   | Maserati            | Monza              | Chi tiết           |
| 1957        | Stirling Moss                   | Vanwall             | Monza              | Chi tiết           |
| 1958        | Tony Brooks                     | Vanwall             | Monza              | Chi tiết           |
| 1959        | Stirling Moss                   | Cooper-Climax       | Monza              | Chi tiết           |
| 1960        | Phil Hill                       | Ferrari             | Monza              | Chi tiết           |
| 1961        | Phil Hill                       | Ferrari             | Monza              | Chi tiết           |
| 1962        | Graham Hill                     | BRM                 | Monza              | Chi tiết           |
| 1963        | Jim Clark                       | Lotus-Climax        | Monza              | Chi tiết           |
| 1964        | John Surtees                    | Ferrari             | Monza              | Chi tiết           |
| 1965        | Jackie Stewart                  | BRM                 | Monza              | Chi tiết           |
| 1966        | Ludovico Scarfiotti             | Ferrari             | Monza              | Chi tiết           |
| 1967        | John Surtees                    | Honda               | Monza              | Chi tiết           |
| 1968        | Denny Hulme                     | McLaren-Ford        | Monza              | Chi tiết           |
| 1969        | Jackie Stewart                  | Matra-Ford          | Monza              | Chi tiết           |
| 1970        | Clay Regazzoni                  | Ferrari             | Monza              | Chi tiết           |
| 1971        | Peter Gethin                    | BRM                 | Monza              | Chi tiết           |
| 1972        | Emerson Fittipaldi              | Lotus-Ford          | Monza              | Chi tiết           |
| 1973        | Ronnie Peterson                 | Lotus-Ford          | Monza              | Chi tiết           |
| 1974        | Ronnie Peterson                 | Lotus-Ford          | Monza              | Chi tiết           |
| 1975        | Clay Regazzoni                  | Ferrari             | Monza              | Chi tiết           |
| 1976        | Ronnie Peterson                 | March-Ford          | Monza              | Chi tiết           |
| 1977        | Mario Andretti                  | Lotus-Ford          | Monza              | Chi tiết           |
| 1978        | Niki Lauda                      | Brabham-Alfa Romeo  | Monza              | Chi tiết           |
| 1979        | Jody Scheckter                  | Ferrari             | Monza              | Chi tiết           |
| 1980        | Nelson Piquet                   | Brabham-Ford        | Imola              | Chi tiết           |
| 1981        | Alain Prost                     | Renault             | Monza              | Chi tiết           |
| 1982        | René Arnoux                     | Renault             | Monza              | Chi tiết           |
| 1983        | Nelson Piquet                   | Brabham-BMW         | Monza              | Chi tiết           |
| 1984        | Niki Lauda                      | McLaren-TAG         | Monza              | Chi tiết           |
| 1985        | Alain Prost                     | McLaren-TAG         | Monza              | Chi tiết           |
| 1986        | Nelson Piquet                   | Williams-Honda      | Monza              | Chi tiết           |
| 1987        | Nelson Piquet                   | Williams-Honda      | Monza              | Chi tiết           |
| 1988        | Gerhard Berger                  | Ferrari             | Monza              | Chi tiết           |
| 1989        | Alain Prost                     | McLaren-Honda       | Monza              | Chi tiết           |
| 1990        | Ayrton Senna                    | McLaren-Honda       | Monza              | Chi tiết           |
| 1991        | Nigel Mansell                   | Williams-Renault    | Monza              | Chi tiết           |
| 1992        | Ayrton Senna                    | McLaren-Honda       | Monza              | Chi tiết           |
| 1993        | Damon Hill                      | Williams-Renault    | Monza              | Chi tiết           |
| 1994        | Damon Hill                      | Williams-Renault    | Monza              | Chi tiết           |
| 1995        | Johnny Herbert                  | Benetton-Renault    | Monza              | Chi tiết           |
| 1996        | Michael Schumacher              | Ferrari             | Monza              | Chi tiết           |
| 1997        | David Coulthard                 | McLaren-Mercedes    | Monza              | Chi tiết           |
| 1998        | Michael Schumacher              | Ferrari             | Monza              | Chi tiết           |
| 1999        | Heinz-Harald Frentzen           | Jordan-Mugen-Honda  | Monza              | Chi tiết           |
| 2000        | Michael Schumacher              | Ferrari             | Monza              | Chi tiết           |
| 2001        | Juan Pablo Montoya              | Williams-BMW        | Monza              | Chi tiết           |
| 2002        | Rubens Barrichello              | Ferrari             | Monza              | Chi tiết           |
| 2003        | Michael Schumacher              | Ferrari             | Monza              | Chi tiết           |
| 2004        | Rubens Barrichello              | Ferrari             | Monza              | Chi tiết           |
| 2005        | Juan Pablo Montoya              | McLaren-Mercedes    | Monza              | Chi tiết           |
| 2006        | Michael Schumacher              | Ferrari             | Monza              | Chi tiết           |
| 2007        | Fernando Alonso                 | McLaren-Mercedes    | Monza              | Chi tiết           |
| 2008        | Sebastian Vettel                | Toro Rosso-Ferrari  | Monza              | Chi tiết           |
| 2009        | Rubens Barrichello              | Brawn-Mercedes      | Monza              | Chi tiết           |
| 2010        | Fernando Alonso                 | Ferrari             | Monza              | Chi tiết           |
| 2011        | Sebastian Vettel                | Red Bull-Renault    | Monza              | Chi tiết           |
| 2012        | Lewis Hamilton                  | McLaren-Mercedes    | Monza              | Chi tiết           |
| 2013        | Sebastian Vettel                | Red Bull-Renault    | Monza              | Chi tiết           |
| 2014        | Lewis Hamilton                  | Mercedes            | Monza              | Chi tiết           |
| 2015        | Lewis Hamilton                  | Mercedes            | Monza              | Chi tiết           |
| 2016        | Nico Rosberg                    | Mercedes            | Monza              | Chi tiết           |
| 2017        | Lewis Hamilton                  | Mercedes            | Monza              | Chi tiết           |
| 2018        | Lewis Hamilton                  | Mercedes            | Monza              | Chi tiết           |
| 2019        | Charles Leclerc                 | Ferrari             | Monza              | Chi tiết           |
| 2020        | Pierre Gasly                    | AlphaTauri-Honda    | Monza              | Chi tiết           |
| 2021        | Daniel Ricciardo                | McLaren-Mercedes    | Monza              | Chi tiết           |
| 2022        | Max Verstappen                  | Red Bull-RBPT       | Monza              | Chi tiết           |
| 2023        | Max Verstappen                  | Red Bull-Honda RBPT | Monza              | Chi tiết           |